# 상선 미쓰이
주식회사 상선 미쓰이 (일본어: 株式会社商船三井, しょうせんみつい)는 일본의 3대 해운회사의 하나로, 미쓰이 그룹의 계열사이다.

## 역사
- 1884년 - 오사카 상선 설립
- 1942년 - 미쓰이 선박 설립
- 1949년 - 주식공개
- 1964년 - 오사카 상선 미쓰이 선박으로 사명변경
- 2017년 - 컨테이너선 관련사업을 일본우선과 가와사키 기선(일본어판)과 함께 오션 네트워크 익스프레스를 설립

## 자회사
상선 미쓰이 외에 아사히 탱카등 여러 자회사를 두고 있다.

## 같이 보기
- 미쓰이그룹
- 일본우선
- 가와사키 기선(일본어판)